# Wolmer Vasconcelos
Wolmer Verçosa Vasconcelos (* 17. Mai 1937 in Moreno, Pernambuco; † 14. Juni 2021) war ein brasilianischer Mathematiker und Hochschullehrer, der am 4. Juni 2003 Mitglied der Brasilianischen Akademie der Wissenschaften ABC (Academia Brasileira de Ciências) wurde.

## Leben
Wolmer Verçosa Vasconcelos absolvierte nach dem Schulbesuch in Recife ein Studium der Elektrotechnik an der Universidade Federal de Pernambuco (UFPE). Nach einer Tätigkeit am Nationalinstitut der reinen und angewandten Mathematik IMPA (Instituto de Matemática Pura e Aplicada) in Rio de Janeiro begann er 1961 sein Promotionsstudium an der University of Chicago, welches er bei Irving Kaplansky mit der Dissertation R-Sequences and the Homology of Macaulay Rings abschloss, einer Arbeit zu R-Sequenzen und die Homologie von Macaulay-Ringen. Nach verschiedenen Gastaufenthalten wie an der Cornell University begann er 1967 eine Lehrtätigkeit als Assistenzprofessor an der Rutgers University. Nachdem er dort 1970 Assoziierter Professor sowie 1975 außerordentlicher Professor wurde, übernahm er schließlich 1980 eine ordentliche Professur und unterrichtete bis zu seiner Emeritierung 2010 an der Rutgers University. In seiner wissenschaftlichen Forschung konzentrierte er sich auf kommutative Algebra, algebraische Geometrie, Computeralgebra und verschiedene Anwendungen. Darüber hinaus widmete er sich der Entwicklung von Methoden und Algorithmen für symbolische Rechensysteme, wobei einige dieser Algorithmen Teil mehrerer aktuell genutzter Systeme sind. Als Hochschullehrer an der Rutgers University betreute er 17 Doktoranden und mehreren Postdoktoranden wie Sarah Glaz, Susan Morey und Claudia Polini.
Neben seiner Lehr- und Forschungstätigkeit war Vasconcelos 15 Jahre lang Bereichsredakteur bei Communications in Algebra und zehn Jahre lang Redakteur von Proceedings, einer Fachzeitschrift der American Mathematical Society (AMS). Für seine Verdienste wurde er am 4. Juni 2003 Mitglied der Brasilianischen Akademie der Wissenschaften ABC (Academia Brasileira de Ciências). Er war mit Aurea Vasconcelos verheiratet, einer Professorin für Molekularbiologie.

## Veröffentlichungen
Wolmer Vasconcelos verfasste teilweise mit anderen Autoren 120 Artikel in Fachzeitschriften sowie fünf Fachbücher. Er hat für rund zwei Dutzend Fachzeitschriften und Forschungsförderer in mehreren Ländern Evaluationen durchgeführt. Zu seinen Werken gehören:
- Divisor theory in module categories, American Elsevier Pub. Co., New York 1974
- The rings of dimension two, M. Dekker, New York 1976
- Arithmetic of blowup algebras, Cambridge University Press, Cambridge/Massachusetts 1994 (Onlineversion (Auszug))
- Computational methods in commutative algebra and algebraic geometry, Springer Verlag, Berlin 1997, 3. Auflage 2004 (Onlineversion (Auszug))
- Integral closure. Rees algebras, multiplicities, algorithms, Springer Verlag, Berlin 2005 (Onlineversion (Auszug))

## Hintergrundliteratur
- Aron Simis, Bernd Ulrich, Craig Huneke: A Special Issue in Honour of Wolmer Vasconcelos, 2005